# Oculus (film)
Az Oculus 2013-ban bemutatott amerikai természetfeletti horrorfilm, melyet Mike Flanagan írt és rendezett. A történet alapjául saját, 2005-ös Oculus: Chapter 3 – The Man with the Plan című rövidfilmje szolgált. A főbb szerepekben Karen Gillan és Brenton Thwaites látható.
Világpremierje 2013. szeptember 8-án volt a 2013-as Torontói Nemzetközi Filmfesztiválon. Az Amerikai Egyesült Államokban 2014. április 11-én mutatták be a mozikban. Magyarországon 2014. augusztus 21-én jelent meg a Big Bang Media forgalmazásában. A film bevételi és kritikai téren is jól teljesített.

## Cselekmény
A film két különböző időpontban játszódik: A jelenlegi, valamint a 11 évvel korábbi. A két cselekmény és visszaemlékezése egy időben történik.
2002-ben, egy szoftver mérnök, Alan Russell beköltözik a feleségével, Marievel, a 10 éves fiával, Timmel, és a 12 éves lányával, Kaylievel az új házukba. Alan hamarosan vásárol egy antik tükröt, hogy feldíszítse vele az irodáját. Tudatán kívül a tükör rosszindulatú és természetfeletti, amely mindkét felnőttnél hallucinációkat vált ki; Mariet a rothadó saját teste kezdik el üldözni, Míg Alant egy Marisol nevű kísérteties nő kezdi elcsábítani, akinek a szeme helyén tükör van. Idővel, a szülők pszichés állapotba kerülnek, Alan egyre inkább egyedül szeretne lenni az irodájában, Marie viszont egyre paranoiásabb és visszautasító. Ugyanezen idő alatt a házban lévő növények is kezdenek kihalni, és a család kutyája is eltűnik, miután bezárják őt az irodába. Ezután, Kaylie látja Alant kettesben Marisollal, amit elmondd az anyjának. Marie megőrül és megpróbálja megölni a gyerekeit, Alannak sikerül legyőznie, majd odaláncolja őt a hálószoba egyik falához. Alan határozatlan időre az irodájában marad elszigetelten; amikor a család kezd kifogyni az élelmiszerből, a gyerekek megkísérlik, hogy segítséget kérjenek a szomszédoktól, de ők nem hiszik el a történteket.A gyerekek nagyon félnek, de tudják erősnek kell lenniük.
Eközben a 11 évvel későbbi idősíkban a két testvér újra találkozik, hogy beteljesítsék gyerekkorukban tett közös fogadalmukat. A tükörnek pusztulnia kell. Kaylie úgy dönt, hogy ezelőtt még mindenképpen be szeretné bizonyítani a világnak, hogy a tükör természetfeletti.

## Szereplők
| Szerep               | Színész                     | Magyar hang        |
| -------------------- | --------------------------- | ------------------ |
| Kaylie Russell       | Karen Gillan                | Nemes Takách Kata  |
| Kaylie Russell       | Annalise Basso (gyerekként) | Pekár Adrienn      |
| Tim Russell          | Brenton Thwaites            | Czető Roland       |
| Tim Russell          | Garrett Ryan (gyerekként)   | Bogdán Gergő       |
| Marie Russell        | Katee Sackhoff              | Kisfalvi Krisztina |
| Alan Russell         | Rory Cochrane               | Széles Tamás       |
| Michael Dumont       | James Lafferty              | Sörös Miklós       |
| Dr. Graham           | Miguel Sandoval             |                    |
| Marisol Chavez       | Kate Siegel                 |                    |
| Mark                 | Justin Gordon               |                    |
| telefonüzlet eladója | Katie Parker                |                    |

## Fogadtatás
A Metacritic oldalán a film értékelése 61%, mely 28 véleményen alapul. A Rotten Tomatoeson 156 kritika alapján 75%-on áll.